# Belagerung von Temeswar
Es ereigneten sich mehrere Belagerungen von Temeswar, dem heute rumänischen Timișoara, im Verlauf der Jahrhunderte.

## 16. Jahrhundert

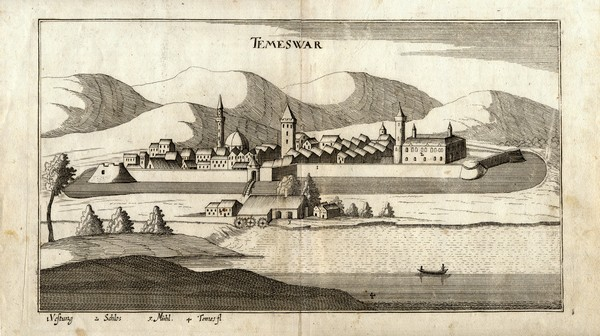
Temeswar in der Zeit der osmanischen Besetzung

- Belagerung von Temeswar (1514): Im Ungarischen Bürgerkrieg belagerte ein Volksheer unter György Dózsa Temeswar. Die Belagerer wurden durch Johann Zápolya, dem Fürst von Siebenbürgen, vernichtet.

- Belagerung von Temeswar (1551–1552): Diese Belagerung vollzog sich im Zuge eines weiteren osmanischen Feldzugs auf dem Balkan unter Kara Ahmed. Von Stefan Losconczy verteidigt, fiel die Stadt nach monatelangen, zwischenzeitlich abgebrochenen Belagerungen in osmanische Hände.
- Belagerung von Temeswar (1596): Beim Versuch der Rückeroberung Temeswars durch den siebenbürgischen Fürsten Sigismund Báthory wurde die Festung am 11. Juni 1596 von allen Seiten eingeschlossen. Nach 40 Tagen wurde die Belagerung auf Grund unzureichenden Nachschubs aufgegeben.
- Belagerung von Temeswar (1597): Im Folgejahr entsandte Báthory ein Heer unter dem Befehl seines Kanzlers Stefan Josika zum erneuten Versuch einer Eroberung Temeswars, welches die Festung vom 17. Oktober bis zum 17. November 1597 belagerte, jedoch auch diesmal ohne Erfolg.

## Spätere Belagerungen
- Belagerung von Temeswar (1716): Die letzte in Ungarn verbliebene osmanische Festung wurde im Zuge des Österreich-Türkischen Krieges von Marschall Prinz Eugen von Savoyen belagert und nach sechs Wochen erobert.
- Belagerung von Temeswar (1849): Die Stadt wurde von ungarischen Revolutionskräften drei Monate lang belagert, bevor ein russisches Entsatzheer unter den Generälen Iwan Paskewitsch und Julius von Haynau die Belagerung sprengte.